# Codex Orientales 4445

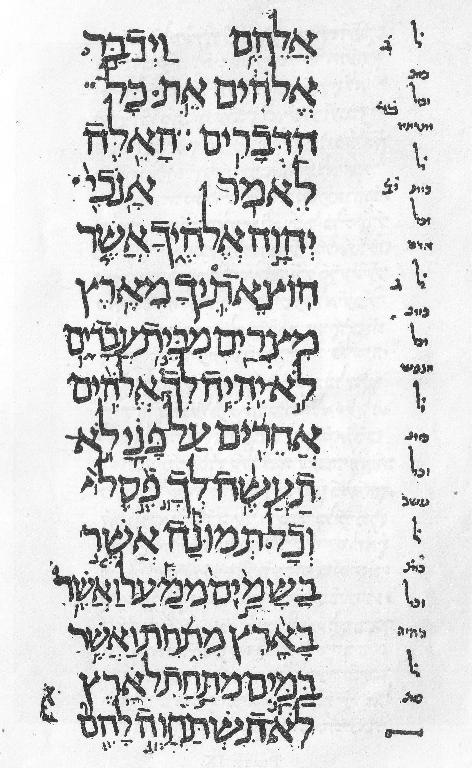
Codex Orientales 4445 – fragment z Księgi Wyjścia 20:1-5 (Dziesięć Przykazań)

Codex Orientales 4445 – hebrajski kodeks zawierający tekst masorecki, pochodzący z IX lub X wieku. Manuskrypt ten zawiera niekompletny rękopis Pięcioksięgu Mojżeszowego. Jest znaczącym manuskryptem dla krytyki tekstu tej części Biblii hebrajskiej. Manuskrypt jest przechowywany w British Muzeum.

## Zawartość kodeksu
Najstarsza, oryginalna część kodeksu Orientales 4445 zawiera tekst od Księgi Rodzaju 39:20 do Powtórzonego Prawa 1:33 (z lukami i późniejszymi uzupełnieniami). Manuskrypt zawiera 186 folio, z których 55 zostało dołożone później. Dodane karty kodeksu to folio 1 do 28, folio 125 zawierająca Księgę Liczb 7:46-73, folio 128 z tekstem Liczb 9:12 do 10:18 oraz folio 160 do 186 z tekstem Pwt 1:4 do 34:12. Wszystkie dołożone karty rękopisu są datowane na 1540 rok n.e.

## Opis
Tekst jest napisany dużymi literami. Uzupełniony został znakami samogłoskowymi i akcentami. Na każdej stronie znajdują się trzy kolumny tekstu, zazwyczaj każda kolumna ma dwadzieścia jeden linii. Brzeg po lewej stronie kolumn nie został wyrównany przez zastosowanie poszerzonych liter, które stosowano w niektórych manuskryptach hebrajskich.
Margines górny na każdej stronie zawiera dwie linie masora magna, na marginesie dolnym znajdują się cztery takie linie. Marginesy zewnętrzne oraz pomiędzy kolumnami zawierają masora parva. Zarówno masora magna jak i masora parva zostały dodane przez masoreckiego skrybę około wiek później. Stosowana tu masora jest jej najstarszą formą, która stosuje terminologię różniącą się od używanej w XI i XII wieku. Została ona dodana prawdopodobnie jeszcze w czasach ben Aszerów.
Tekst znaków samogłoskowych oraz akcentów jest zgodny z masorą zachodnią zwaną palestyńską zgodnie z textus receptus. W tekście daje się zauważyć jedynie odchylenia od tego systemu, które polegają na rozszerzeniu masory.
Manuskrypt nie jest datowany przez kopistę, Christian Ginsburg określał czas jego powstania na lata 820–850 n.e., przy czym masora miała zostać uzupełniona wiek później. Obecnie kodeks datuje się na lata 850–950.
Manuskrypt jest przechowywany w British Muzeum (Orientales 4445).